# Ragnar Axelsson

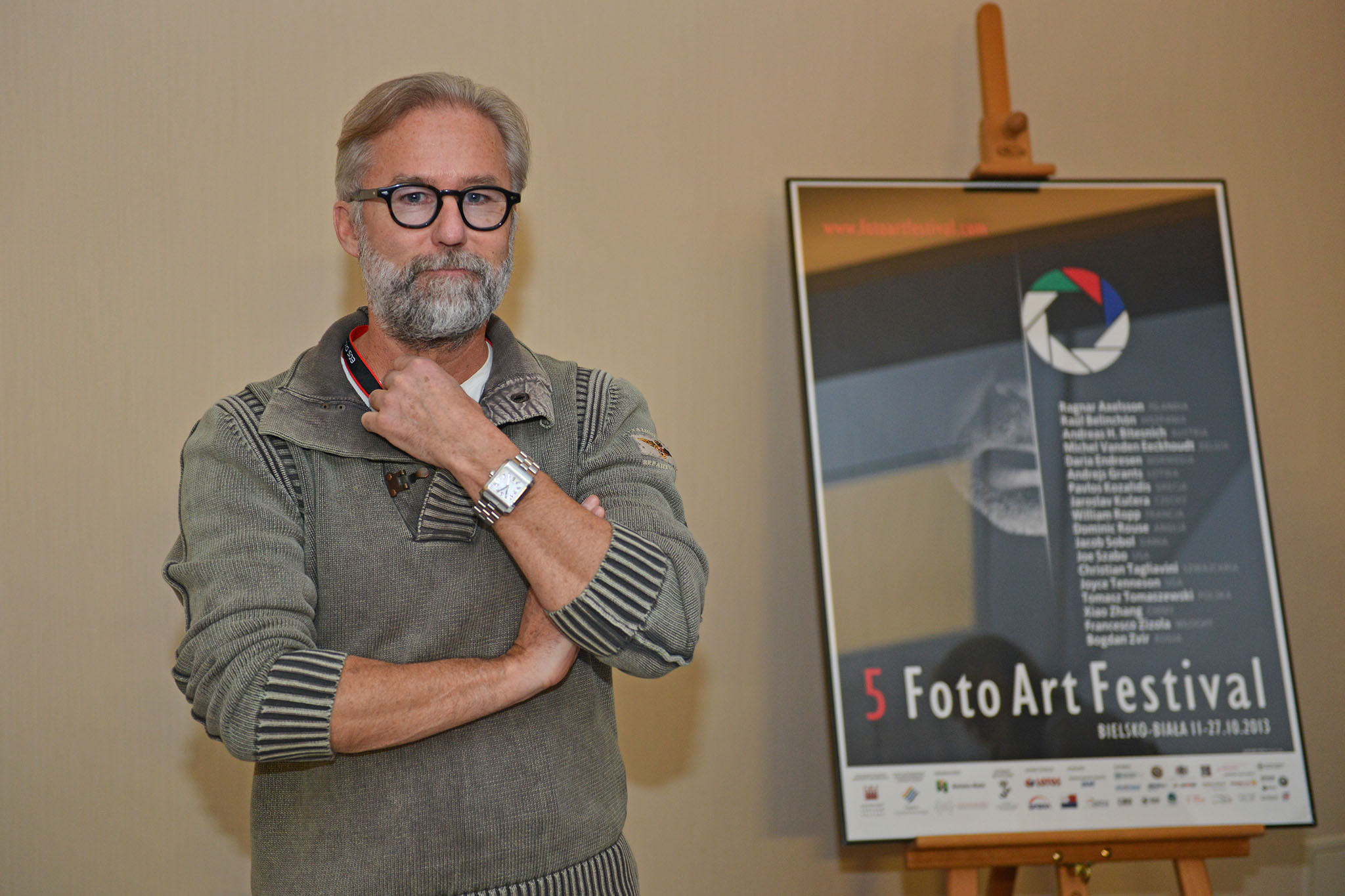
Ragnar Axelsson

Ragnar Axelsson (* 1958 in Island) ist ein isländischer Fotograf, der sich hauptsächlich mit Naturfotografie beschäftigt.

## Leben
Seine Fotografien sind auf vielen nationalen und internationalen Ausstellungen gezeigt worden. In Deutschland ist Ragnar Axelsson durch sein Portfolio In Leicaworld, verbunden mit einer ehrenvollen Erwähnung beim Leica Oskar Barnack Award 2001, bekannt geworden. Ragnar Axelsson lebt in Reykjavík. Seit 1976 arbeitet er für die Zeitung Morgunblaðið.

## Auszeichnungen
- The annual Icelandic Photojournalists Awards: über 20 Auszeichnungen, viermal Fotograf des Jahres Photographer of the Year und sechsmal „Beste Fotogeschichte des Jahres“ (Documentary Story of the Year).[1]
- Leica Oskar Barnack Award, 2001, ehrenvolle Erwähnung.[1]
- Festival International de la Photo de Mer, Vannes, Grand Prix.[2]

## Ausstellungen
- The Reykjavík Municipal Museum, 1990.
- Tender is the North, visual arts from Scandinavia, Barbican Centre, London, 1992.
- Visa pour l'Image: Festival International du Photojournalisme, Perpignan, 2000; screening of North Atlantic Project.
- Rencontres d'Arles, 2001.
- Faces and Figures: Contemporary Scandinavian Photography. Scandinavia House, New York, 2001.
- Un Mondo ai Confini del Mondo. ClicArt, Museo Zucchi Collection, Mailand, 2002.
- Festival della Val d’Orcia, Italien, 2003.
- Festival International de la Photo de Mer, Vannes, Frankreich, 2003.
- Galerie Argus fotokunst, Berlin, Deutschland, 2004.
- Altonaer Museum (Norddeutsches Landesmuseum), Hamburg, Deutschland, 2004.
- Fnac Italie 2, Paris, 2004.
- Niedersächsischen Staats- und Universitätsbibliothek Göttingen, 2004.
- Alfred-Ehrhardt-Stiftung, Deutschland 2005.
- Faces of the North. Austurvellir, Reykjavík.
- Paris Photo 2005, Louvre, Paris.
- Fnac, Mailand, 2007.
- Galerie Argus fotokunst, Berlin, Deutschland, 2008.
- The Athy Heritage Centre-Museum and 10th Anniversary Shackleton School, Irland, 2010.[3]
- Faces of the North, Stadtmuseum Schleswig, 2014.[4]
- Versicherungskammer Bayern Kulturstiftung, Kunstfoyer, München, Deutschland, 2022.
- "Where the world is melting" Deichtorhallen, Hamburg, Deutschland, 2023

## Publikationen
- Die Seele des Nordens. Island, Färöer, Grönland. Reykjavik 2005, ISBN 9979-3-2561-5, ISBN 9979-3-2594-1.
- Die letzten Jäger der Arktis. Inuit auf Grönland. Verlag Knesebeck, München 2010, ISBN 978-3-86873-283-2.
(Last days of the Arctic. Verlag Crymogea, Reykjavik 2010, ISBN 978-0-9555255-2-0.)
- Arctic Heroes. Kehrer Verlag, Heidelberg 2020, ISBN 978-3-96900-007-6.